# ラム (カウンティ)
ラム（スワヒリ語: Wilaya ya Lamu、英語: Lamu County）はケニア南東部の旧海岸州東部のカウンティ。
中心都市はラム。
2009年の人口は10万1539人。

## 人口
- 1979年8月24日：4万2299人
- 1989年8月24日：5万6783人
- 1999年8月24日：7万2686人
- 2009年8月24日：10万1539人[2]

ケニア政府はLAPSSET計画によって国内から移住者を集め、100万都市を目指している。

## 主要都市
- ラム：1万3243人(中心都市)

## 隣接カウンティ
- 北：ガリッサ
- 北東：ソマリア・下部ジュバ州
- 東～南：インド洋
- 南西～北西：キリフィ

65以上の島から成るラム群島を有する。
海岸線は130kmに及ぶ。

## 民族
- スワヒリ人
- アラブ人
- コレニ人
- ボニ人
- オルマス人